# Mito das três raças
O mito das três raças trata-se de uma noção desenvolvida tanto no senso comum quanto em obras de autores como Darcy Ribeiro que afirma que a cultura e a sociedade brasileiras foram constituídas através de influências culturais de três raças: a europeia (i.e. portuguesa), a africana e a indígena.
Uma de suas prováveis origens remontam ao século XIX, através do naturalista alemão Carl Friedrich Philipp von Martius, ganhador de um concurso realizado pelo IHGB na década de 1840, para escolher o melhor programa sobre como deveria ser ensinada a história do Brasil, no qual propunha incorporar na historiografia brasileira a mescla das três raças. Ao invés de propor apenas o protagonismo branco, reconhecia a resistência de negros e indígenas como contribuições ao espírito nacional. Sua contribuição gerou grande impacto em historiadores do século XIX e começo do século XX, e, embora não seja este o teor de seu artigo, foi o substrato utilizado para alimentar o mito de que o país era um exemplo de uma integração racial sem conflitos.
Os críticos consideram essa concepção como um "mito" por diversos fatores, entre eles:
1. ele idealiza a miscigenação brasileira, minimizando a violência da dominação colonialista e equilibrando as "três raças", quando de fato existe um desequilíbrio estrutural entre a elite branca e a população não-branca;
2. teóricos como Sérgio Buarque de Holanda criticam o conceito de raça enquanto fator definidor de cultura;
3. a ideia implica em "raças" homogêneas, quando essas são formadas por diversas etnias diferentes.

Várias obras literárias reforçam a ideia do mito das três raças. Entre elas podemos citar Casa Grande e Senzala, de Gilberto Freyre (relação entre negros e brancos) e O Guarani, de José de Alencar (relação entre indígenas e brancos). O Povo Brasileiro, livro e documentário de autoria de Darcy Ribeiro, é um exemplo de registro da ideia desse mito.
Apesar do mito das três raças tentar caracterizar a formação da sociedade brasileira, muitos de seus partidários não deixam de considerar que, embora haja no Brasil uma grande miscigenação, as diferentes raças brasileiras, no dia a dia, ainda convivem com uma realidade de preconceito.
O mito das três raças é também descrito por Roberto DaMatta em um dos capítulos do livro Relativizando: Uma Introdução à Antropologia Social. Nele o autor descreve que um dos grandes problemas do povo brasileiro, grosso modo, é a descrença no progresso brasileiro por acreditar que seu povo é ruim, pois foi formado por três diferentes raças. Ele explica que esse ideário existe graças a uma colonização excessivamente hierárquica, que ao mesmo tempo em que colocava indígenas e negros como inferiores ao branco europeu, naturalizava e "provava cientificamente" esta inferioridade.
Renato Ortiz critica o mito das três raças ao afirmar existia de fato a hierarquização racial e uma construção científica da inferioridade dos não-brancos. Ele acrescenta  que essa ideia não surge por acaso: ela é produto de uma intenção da elite de manter indígenas e negros como populações marginalizadas, dado que eram a maioria da população brasileira. Havia também a intenção de mantê-los fora do processo de criação da identidade brasileira, que ocorreu no século XIX, e que mesmo que aponte a união das três raças como fundadoras da "brasilidade", não considera que elas tenham a mesma influência na construção identitária. Os indígenas e os negros são considerados como inferiores, como argumentam as teorias raciais vindas da Europa (Arthur de Gobineau) e reproduzidas por brasileiros como Nina Rodrigues. Dessa forma, tanto Renato Ortiz como Roberto DaMatta denunciam o mito da construção de uma identidade brasileira única a partir da "união" das três raças, visto que o principal objetivo era amenizar a presença das populações não-brancas no Brasil.